# Día Internacional de Concienciación sobre el Ruido
El Día Internacional de Concienciación sobre el Ruido es una jornada que tiene como objetivo reclamar atención sobre el ruido. Se celebra el último miércoles de abril desde 1996 y fue establecida ese mismo año por el Center for Hearing and Communication (CHC), 'Centro para la Audición y la Comunicación'.

## Proclamación
El Día Internacional de Concienciación sobre el Ruido (INAD, por sus siglas en inglés) fue proclamado en 1996 por el CHC, una entidad sin ánimo de lucro fundada en 1910 y que ha liderado esta causa desde entonces, destacando la necesidad de adoptar medidas de prevención y protección auditiva. Su iniciativa busca promover prácticas que minimicen la exposición al ruido, subrayando su impacto negativo no solo en la capacidad auditiva sino también en la calidad de vida general de los individuos.

## Celebración
Su celebración se lleva a cabo cada último miércoles de abril, una elección que permite a organizaciones y comunidades de todo el mundo unirse en diversas actividades de concienciación. Desde su primera celebración en 1996, el evento ha crecido en participación global, involucrando a organizaciones de casi todos los continentes. Las actividades incluyen talleres de protección auditiva, exámenes de audición gratuitos, campañas de sensibilización en redes sociales, observación de un minuto de silencio y concursos educativos, todos diseñados para fomentar un ambiente más silencioso y saludable.